# Фрэнк, Чарльз
Чарльз Фрэнк (англ. Charles Frank; род. 17 апреля 1947, Олимпия, Вашингтон) — американский актёр.

## Фильмография
| Год  |     | Русское название                  | Оригинальное название               | Роль                    |
| ---- | --- | --------------------------------- | ----------------------------------- | ----------------------- |
| 1975 | ф   | Тишина                            | The Silence                         | кадетский капитан       |
| 1977 | ф   | Коломбо. Попробуй, поймай меня    | Try and Catch Me                    | Эдмунд Гэлвин           |
| 1977 | ф   | Рафферти                          | Rafferty                            | Клинт Пикеринг          |
| 1978 | ф   | Энни Флинн                        | Annie Flynn                         | Пол Лукас               |
| 1978 | ф   | Единственная на свете             | The One and Only                    | Пол Харрис              |
| 1978 | ф   | Новый Мэверик                     | The New Maverick                    | Бен Мэверик             |
| 1978 | ф   | Гид для замужней                  | A Guide for the Married Woman       | Джерри Уокер            |
| 1983 | ф   | Парни что надо                    | The Right Stuff                     | Скотт Карпентер         |
| 1985 | ф   | Договор                           | Covenant                            | Дэвид Вимен             |
| 1985 | ф   | Письмо к трём жёнам               | A Letter to Three Wives             | Брэд Бишоп              |
| 1986 | ф   | Миссис Делафилд хочет замуж       | Mrs. Delafield Wants to Marry       |                         |
| 1986 | ф   | Тайна воскресенья                 | That Secret Sunday                  | детектив Кортни Уолтерс |
| 1986 | ф   | Канун Рождества                   | Christmas Dove                      | Джеймсон                |
| 1987 | ф   | Линдон Бейнс Джонсон: Ранние годы | LBJ: The Early Years                | Джон Кеннеди            |
| 1987 | кор | Акт второй                        | Act II                              | Бен Мэдисон             |
| 1987 | ф   | Русские                           | Russkies                            |                         |
| 1988 | ф   | Таинственная смерть Нины Шеро     | La mort mystérieuse de Nina Chéreau | Грегор                  |
| 1988 | ф   | Везучка                           | Lucky Stiff                         | Дарел                   |
| 1988 | ф   | Пожалуйста, возьмите моих дочерей | Take My Daughters, Please           | Марк Локридж            |
| 1991 | ф   | Перемены                          | Changes                             | Брэд Бакли              |
| 1995 | ф   | Лиз: История Элизабет Тейлор      | Liz: The Elizabeth Taylor Story     | Джон Уорнер             |
| 1996 | ф   | Чёртова пища                      | Devil's Food                        | Чарльз Лейден           |
| 1997 | ф   | Шпионские игры                    | Spy Game                            | сенатор Роберт Дуайер   |